# Kanton Grand-Bourg
Kanton Grand-Bourg was een kanton van het Franse departement Guadeloupe. Kanton Grand-Bourg maakt deel uit van het arrondissement Pointe-à-Pitre en telt 5 893 inwoners (1999).
In 2015 werden de kantons Capesterre-de-Marie-Galante, Grand-Bourg, en Saint-Louis samengevoegd tot Kanton Marie-Galante.

## Gemeenten
Het kanton Grand-Bourg omvatte de volgende gemeente:
- Grand-Bourg : 5.893 inwoners